# Ingram M. Stainback

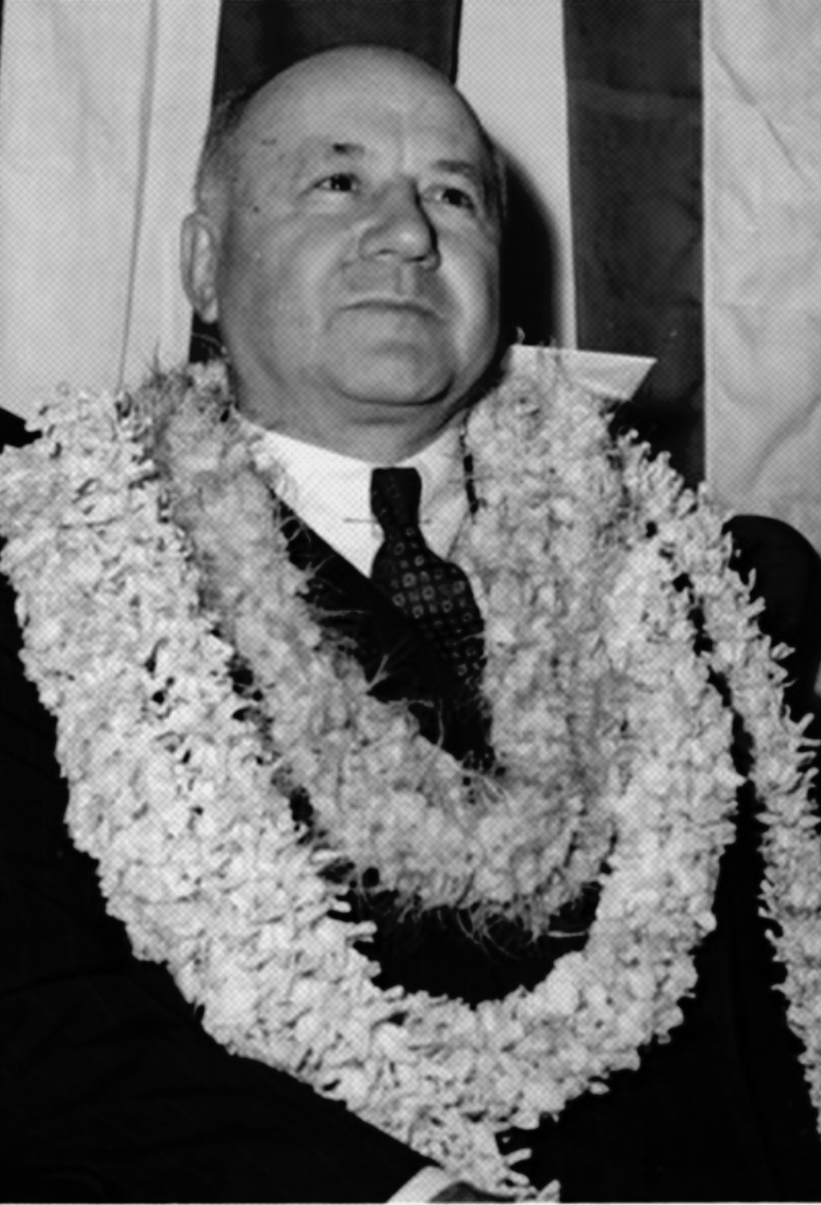
Ingram M. Stainback

Ingram Macklin Stainback (* 12. Mai 1883 in Somerville, Fayette County, Tennessee; † 12. April 1961 in Honolulu, Hawaii) war ein US-amerikanischer Politiker und der neunte Gouverneur des Hawaii-Territoriums, der von 1942 bis 1951 im Amt war. Er war Mitglied der Demokratischen Partei.

## Werdegang
Ingram Stainback wurde am 12. Mai 1883 in Somerville geboren. Er besuchte die Princeton University und machte seinen Juris Doctor an der University of Chicago. Kurz nach seiner Graduierung, zog Stainback nach Hawaii, wo er 1914 durch den demokratischen Gouverneur Lucius E. Pinkham zum territorialen Attorney General ernannt wurde. Er trat 1917 von diesen Posten zurück und trat in die US Army ein, wo er in den Rang eines Majors aufstieg. Nach dem Ende des Ersten Weltkrieges kehrte er nach Hawaii zurück, wo er seine Tätigkeit als Anwalt in seiner Praxis aufnahm.
Stainback war zuerst als Bundesstaatsanwalt und dann als Richter am US-Bezirksgericht für das Hawaii-Territorium tätig. Später berief ihn US-Präsident Franklin D. Roosevelt in das Amt des Territorialgouverneurs von Hawaii. Es ist wohl wahrscheinlich, dass seine Beziehungen zum damaligen Außenminister Cordell Hull sowie dem US-Senator Kenneth McKellar, beide aus Tennessee, eine Rolle bei seiner Berufung spielten. Jedoch war Stainback in den ersten beiden Jahren seiner Amtszeit de facto machtlos, und zwar seitdem der Gouverneur Joseph Boyd Poindexter es erlaubte, dass das Militär die Regierungsgeschäfte am 7. Dezember 1941 übernehmen konnte. Während der nachfolgenden Zeit wurde Hawaii durch die Army-Generäle Walter C. Short, Delos Carleton Emmons und Robert C. Richardson regiert.
Stainback, ein konservativer Demokrat, bekam erst am 13. April 1944 die vollen Machtbefugnisse zurück. Daraufhin spielte er eine bedeutende Rolle bei der Aufhebung des Kriegsrechts während der Kriegszeit auf Hawaii. Er glaubte an eine Verschwörung der Kommunisten zwecks der Übernahme der Hawaiiinseln. Ferner unterstützte er die Entstehung der Hawaii’s Democratic Revolution von 1954, indem er die Landmonopolstellungen auf Hawaii in Verruf brachte und eine Landreform forderte. Als Stainback am 8. Mai 1951 sein Amt verließ, war er acht Jahre, acht Monate und sechs Tage im Amt gewesen, was die längste Amtszeit eines Gouverneurs bis zu jenem Punkt darstellte.
Am 26. September 1951 wurde er durch US-Präsident Harry S. Truman als beisitzender Richter (Associate Judge) an den Hawaii Supreme Court berufen. Stainback argumentierte für den Commonwealth-Status, wie ihn schon Puerto Rico besaß, anstelle der Eigenstaatlichkeit, argumentierend, dass Hawaii von der bundesstaatlichen Steuerbefreiung profitieren würde. Er verstarb am 12. April 1961 in Honolulu und wurde auf dem Oahu Cemetery beigesetzt.

## Ehrungen
Ingram Macklin Stainback wurde auf der Big Island durch den Stainback Highway gedacht, einer wenig befahrenen, 18 Meilen langen, Landstraße, die zum Mittelsicherheitsgefängnis Kulani Honor Camp führt.